# 喻敬彰
喻敬彰（?—?），贵州遵義人，清朝政治人物。同進士出身。
乾隆十年（1745年）乙丑科進士，三甲一百三十四名，授刑部主事，改江西袁州知府。